# Vaikom
Vaikom là một thành phố và khu đô thị của quận Kottayam thuộc bang Kerala, Ấn Độ.

## Nhân khẩu
Theo điều tra dân số năm 2001 của Ấn Độ, Vaikom có dân số 22.637 người. Phái nam chiếm 48% tổng số dân và phái nữ chiếm 52%. Vaikom có tỷ lệ 86% biết đọc biết viết, cao hơn tỷ lệ trung bình toàn quốc là 59,5%: tỷ lệ cho phái nam là 88%, và tỷ lệ cho phái nữ là 84%. Tại Vaikom, 10% dân số nhỏ hơn 6 tuổi.